# NBA Live 13
NBA Live 13 doveva essere il diciassettesimo capitolo della serie NBA Live con licenza ufficiale NBA, sviluppato e pubblicato da Electronic Arts. Doveva essere messo in commercio per PlayStation 3 e Xbox 360 e alcune indiscrezioni sostenevano che potesse essere anche disponibile in digital download.
Tuttavia il 27 settembre 2012 EA ha annunciato sul proprio sito ufficiale la cancellazione del gioco, dovuta al "deludente" sviluppo. Il vice presidente EA, Andrew Wilson, ha comunque motivato la scelta dell'azienda con un breve comunicato: "Abbiamo intenzione di saltare l'intero anno e focalizzarci sul creare ottimamente il gioco dell'anno prossimo".